# حسن كادش
حسن كادش لاعب كرة قدم سعودي، يلعب في الظهير الأيسر في نادي الاتحاد .
كانت بداياته في نادي الاتفاق السعودي ثم انتقل إلى نادي الهلال عام 2017 و انتقل إلى نادي التعاون مطلع عام 2020 ثم انتقل إلى نادي الاتحاد في عام 2024

## روابط خارجية
- حسن كادش على موقع قاعدة بيانات كرة القدم.إي يو (الإنجليزية)
- حسن كادش على موقع ناشيونال فوتبول تيمز (الإنجليزية)
- حسن كادش على موقع Soccerway.com (الإنجليزية)
- حسن كادش على موقع عالم كرة القدم.نت (الإنجليزية)